# Нейроинженерия
Нейроинженерия (англ. neural engineering) — это научное направление в составе биомедицинской инженерии, использующее различные инженерные методы для изучения, восстановления или улучшения  нервной системы. Нейроинженерия решает различные уникальные задачи, связанные с проблемами совмещения живых нейронных структур и неживых конструкций. (Hetling, 2008)

## Обзор
Нейроинженерия опирается на области вычислительной нейробиологии, экспериментальной неврологии, клинической неврологии, электротехники и охватывает элементы робототехники, кибернетики, компьютерной инженерии, материаловедения и нанотехнологий.
В список основных целей в этой области входит восстановление и расширение функций человека посредством прямого взаимодействия между нервной системой и искусственными устройствами.
Многие современные исследования направлены на понимание кодирования и обработки информации в сенсорной и двигательной системах, количественной оценки того как эта обработка изменяется в патологическом состоянии, и как ею можно манипулировать с помощью искусственных устройств, включая интерфейсы мозг-компьютер и нейропротезирование.
Другие исследования больше концентрируются на экспериментах, включая использование нейронных имплантатов связанных с внешними устройствами.

## История
Поскольку нейроинженерия является относительно новой областью, информация и исследования связанные с ней довольно ограничены. Первые журналы специально посвященные нейроинженерии - The Journal of Neural Engineering и The Journal of NeuroEngineering and Rehabilitation вышли в 2004 году. Международные конференции по нейроинженерии проводились IEEE с 2003 года, с 29 апреля по 2 мая 2009 года в Анталии, Турция 4-я конференция по нейроинженерии, 5-я Международная конференция IEEE EMBS по нейроинженерии в апреле/мае 2011 года в Канкуне, Мексика, и 6-я конференция в Сан-Диего, Калифорния, в ноябре 2013 года. 7-я конференция состоялась в апреле 2015 года в Монпелье. Восьмая конференция прошла в мае 2017 года в Шанхае.

## Основы
Фундаментальные основы нейроинженерии включают взаимосвязь нейронов, нейронных сетей и функций нервной системы с поддающимися количественной оценке моделями, помогающими в разработке устройств, которые могли бы интерпретировать и контролировать сигналы и производить целенаправленные ответы.

### Нейронауки
Сообщения которые тело использует для мыслей, чувств и движений передаются нервными импульсами через ткани мозга и к остальным частям тела. Нейроны являются основной функциональной единицей нервной системы и представляют собой узкоспециализированные клетки, способные передавать эти сигналы. Нейроны обладают особыми электрохимическими свойствами, которые позволяют им обрабатывать информацию и затем передавать эту информацию другим клеткам. Нейронная активность зависит от потенциала нервной мембраны и изменений, которые происходят вдоль и поперек нее. Постоянное напряжение, известное как мембранный потенциал, обычно поддерживается определенными концентрациями специфических ионов через нейронные мембраны. Нарушения или изменения в этом напряжении создают дисбаланс или поляризацию через мембрану. Деполяризация мембраны после  перехода порогового потенциала генерирует потенциал действия, который является основным источником передачи сигнала известного как нейротрансмиссия. Потенциал действия приводит к каскаду ионного потока вниз через аксональную мембрану, создавая эффективную цепь скачков напряжения, «электрический сигнал», который может передавать дальнейшие электрические изменения в другие ячейки. Сигналы могут генерироваться электрическими, химическими, магнитными, оптическими и другими формами стимулов, которые влияют на поток зарядов и уровни напряжения на нервных мембранах.

### Инженерия
Инженеры создают количественные инструменты используемые для и взаимодействия со сложными нейронными системами. Методы изучения и генерации химических, электрических, магнитных и оптических сигналов, ответственных за потенциалы внеклеточного поля и синаптическую передачу в нервной ткани, помогают исследователям в модуляции активности нервной системы. Чтобы понять свойства деятельности нейронной системы, инженеры используют методы обработки сигналов и компьютерное моделирование. Чтобы обработать эти сигналы, инженеры должны преобразовать напряжение нейронной мембраны в соответствующий код-процесс, известный как нейронное кодирование. Нейронное кодирование использует исследования того, как мозг кодирует простые команды в форме генераторов центральных паттернов (CPG), векторов движения, внутренней модели мозжечка и соматических карт для понимания движения и сенсорных явлений. Декодирование этих сигналов в области нейронаук - это процесс, посредством которого нейроны понимают напряжения, которое было передано им. Трансформации включают механизмы, которые сигналы определенной формы интерпретируются, а затем переводятся в другую форму. Инженеры стремятся математически смоделировать эти преобразования. Существует множество способов записи этих сигналов. Они могут быть внутриклеточными или внеклеточными. Внеклеточные методы включают в себя единичные записи, потенциалы внеклеточного поля и амперометрию. В последнее время используются многоэлектродные матрицы для записи и имитации сигналов.

## Область применения

### Нейромеханика
Нейромеханика - это сочетание нейробиологии, биомеханики и робототехники. Исследователи используют передовые методы и модели для изучения механических свойств нервных тканей и их влияния на способность тканей противостоять и генерировать силу и движения, а также их уязвимость для травматической нагрузки. Эта область исследований направлена на трансформацию трансформации информации между нервно-мышечной и скелетной системами для разработки функций и регулирующих правил, касающихся функционирования и организации этих систем. Нейромеханику можно смоделировать, соединив вычислительные модели нейронных цепей с моделями тел животных, расположенных в виртуальных физических мирах. Экспериментальный анализ биомеханики, включая кинематику и динамику движений, процесс и паттерны моторной и сенсорной обратной связи в процессе движения, а также контуры и синаптическую организацию мозга, отвечающего за моторный контроль, в настоящее время исследуются, чтобы понять сложность движения животных. Лаборатория доктора Мишель Лаплака в Технологическом институте Джорджии занимается изучением механического растяжения клеточных культур, сдвиговых деформаций планарных клеточных культур и сдвиговых деформаций трехмерных матриц, содержащих клетки. Понимание этих процессов сопровождается разработкой функциональных моделей, способных характеризовать эти системы в условиях замкнутого контура со специально определенными параметрами. Исследования нейромеханики направлены на улучшение методов лечения физиологических проблем со здоровьем, которые включают оптимизацию конструкции протезов, восстановление движения после травмы, а также разработку и управление мобильными роботами. Изучая структуры в трехмерных гидрогелях, исследователи могут определить новые модели механических свойств нервных клеток. Например, LaPlaca et al. разработали новую модель, показывающую, что штамм может играть роль в культуре клеток.

### Нейромодуляция
Нейромодуляция направлена на лечение заболеваний или травм с использованием медицинских устройств, которые могли бы усиливать или подавлять деятельность нервной системы с помощью доставки фармацевтических агентов, электрических сигналов или других форм энергетического стимула для восстановления баланса в поврежденных областях мозга. Исследователи в этой области сталкиваются с проблемой объединения достижений в понимании нейронных сигналов с достижениями в технологиях, доставляющих и анализирующих эти сигналы с повышенной чувствительностью, биосовместимостью и жизнеспособностью в схемах с замкнутым циклом в мозге, так что могут быть созданы новые методы лечения и клинические применения для лечения страдающих от повреждения нервной системы различных видов. Нейромодуляторные устройства могут корректировать дисфункцию нервной системы, связанную с болезнью Паркинсона, дистонией, тремором, болезнью Туретта, хронической болью, ОКР, тяжелой депрессией и в конечном итоге, эпилепсией. Нейромодуляция привлекательна для лечения различных дефектов, потому что она сосредоточена на лечении только очень специфических областей мозга, в отличие от системного лечения, которое может иметь побочные эффекты на организм. Стимуляторы нейромодуляторов, такие как наборы микроэлектродов, могут стимулировать и регистрировать функцию мозга и с дальнейшими улучшениями должны стать регулируемыми и чувствительными устройствами доставки лекарств и других стимулов.

### Восстановление нервных тканей
Нейроинженерию применяют для исследования функций периферийной и центральной нервной системы и для поиска клинических решений проблем, вызванных повреждением или нарушением работы мозга. Инженерия, применяемая для нейрорегенерации, фокусируется на технических устройствах и материалах, которые способствуют росту нейронов для конкретных применений, таких как регенерация повреждения периферического нерва, регенерация ткани спинного мозга для повреждения спинного мозга и регенерация ткани сетчатки. Генная инженерия и тканевая инженерия - это области разработки каркасов для отрастания спинного мозга.

## Исследования и применения

### Нейровизуализация
Методы нейровизуализации используются для исследования активности нейронных сетей, а также структур и функций мозга. Технологии нейровизуализации включают функциональную магнитно-резонансную томографию (фМРТ), магнитно-резонансную томографию (МРТ), позитронно-эмиссионную томографию (ПЭТ) и компьютерную томографию (CAT). Исследования функциональной нейровизуализации изучают какие участки мозга выполняют конкретные задачи. фМРТ измеряет гемодинамическую активность, которая тесно связана с нейронной активностью. Он исследует мозг, настраивая сканер на определенную длину волны, чтобы увидеть, какая часть мозга активируется, выполняя различные задачи. ПЭТ, КТ-сканеры и электроэнцефалография (ЭЭГ) в настоящее время совершенствуются и используются для аналогичных целей.

### Нейронные сети
Ученые могут использовать экспериментальные наблюдения нейронных систем и теоретические и вычислительные модели этих систем чтобы создать нейронные сети настолько реалистичными, насколько это возможно. Нейронные сети могут быть использованы для анализа данных, чтобы помочь спроектировать дальнейшие нейротехнологические устройства. В частности, исследователи занимаются аналитическим или конечно-элементным моделированием для определения контроля движений нервной системы и применяют эти методы, чтобы помочь пациентам с повреждениями или расстройствами головного мозга. Модели могут представлять динамику концентрации ионов, кинетику канала, синаптическую передачу, вычисление одного нейрона, метаболизм кислорода или применение теории динамических систем.

### Нейроинтерфейсы
Нейроинтерфейсы являются основным элементом изучения нейронных систем и улучшения/замены нейронных функций. Инженеры сталкиваются с проблемой разработки электродов, которые могут избирательно регистрировать данные из связанных электронных схем для сбора информации об активности нервной системы и стимулирования определенных областей нервной ткани для восстановления функции или ощущения этой ткани. Материалы, используемые для этих устройств должны соответствовать механическим свойствам нервной ткани в которую они помещены, и повреждение должно быть оценено. Нейронное взаимодействие включает временную регенерацию каркасов из биоматериалов или хронических электродов и должно регулировать реакцию организма на инородные материалы. Микроэлектродные матрицы - это недавние достижения, которые можно использовать для изучения нейронных сетей. Оптические нейронные интерфейсы включают оптические записи и оптогенетическую стимуляцию, которая делает клетки мозга светочувствительными. Волоконная оптика может быть имплантирована в мозг для стимуляции и регистрации этой фотонной активности вместо электродов. Микроскопия двухфотонного возбуждения может изучать живые нейронные сети и коммуникативные события между нейронами.

#### BCI
Нейрокомпьютерные интерфейсы направлены на непосредственную связь с нервной системой человека для мониторинга и стимулирования нервных цепей, а также для диагностики и лечения внутренней неврологической дисфункции. Глубокая стимуляция мозга является значительным достижением в этой области, которая особенно эффективна при лечении двигательных расстройств, таких как болезнь Паркинсона, с высокочастотной стимуляцией нервной ткани для подавления тремора.

#### Микросистемы
Нейронные микросистемы могут быть разработаны для интерпретации и доставки электрических, химических, магнитных и оптических сигналов в нервную ткань. Они могут обнаруживать изменения в мембранном потенциале и измерять электрические свойства (такие как всплеск, амплитуду или скорость) с помощью электродов или путем оценки химических концентраций, интенсивности флуоресцентного света или потенциала магнитного поля. Цель этих систем состоит в том, чтобы доставлять сигналы, которые будут влиять на потенциал нейрональной ткани и, таким образом, стимулировать мозговую ткань для получения желаемого ответа.

#### Микроэлектродные решетки
Микроэлектродные решетки - это специальные инструменты, используемые для обнаружения резких изменений напряжения во внеклеточной среде, которые возникают в результате распространения потенциала действия вниз по аксону. Марк Аллен и Лаплака создали 3D-электроды из микроорганизмов, изготовленных из цитосовместимых материалов, таких как полимеры SU-8 и SLA, которые привели к созданию микроэлектродных систем in vitro и in vivo с высокой гибкостью характеристик и минимизацией разрушения тканей.

### Нейропротезы
Нейропротезы - это устройства, способные дополнять или заменять отсутствующие функции нервной системы путем стимуляции и регистрации ее активности. Электроды, которые измеряют работу нервов, могут интегрироваться с протезами и сигнализировать им о выполнении функции, предусмотренной передаваемым сигналом. Сенсорные протезы используют искусственные датчики для замены нервного ввода, который может отсутствовать в биологических источниках. Инженеры, исследующие эти устройства, отвечают за обеспечение хронического, безопасного, искусственного взаимодействия с нейронной тканью. Возможно, наиболее успешным из этих сенсорных протезов является кохлеарный имплантат, который восстанавливает слуховые способности у глухих. Протез для восстановления зрительных возможностей слепых людей все еще находится на более простой стадии развития.
Моторные протезы - это устройства, связанные с электростимуляцией биологической нервной мышечной системы, которые могут заменить контрольные механизмы головного или спинного мозга. Умные протезы могут быть разработаны для замены отсутствующих конечностей, контролируемых нервными сигналами, путем пересадки нервов от культи пациента с ампутированной конечностью до мышц. Сенсорное протезирование обеспечивает сенсорную обратную связь путем преобразования механических раздражителей с периферии в закодированную информацию, доступную для нервной системы. Электроды, помещенные на кожу, могут интерпретировать сигналы и затем контролировать протез конечности. Эти протезы были очень успешными. Функциональная электростимуляция (FES) - это система, направленная на восстановление двигательных процессов, таких как стоя, ходьба и хватание рук.

### Нейророботика (Neuro robotics)
Нейророботика - это изучение того, как нейронные системы могут имитировать движения в механических машинах. Нейророботы обычно используются для изучения двигательного контроля и передвижения, обучения и активации областей памяти, а также систем ценностей и выбора действий. Изучая нейророботов в реальных условиях, их легче наблюдать и оценивать для описания эвристики функционирования робота в терминах встроенных нейронных систем и реакций этих систем на окружающую среду (Krichmar 2008). Например, используя вычислительную модель динамики эпилектических всплесков, уже доказана эффективность метода для моделирования снижения судорог с помощью псевдоспектрального протокола. Вычислительная модель имитирует соединение мозга, используя магнитный резонанс от пациента, страдающего идиопатической генерализованной эпилепсией. Метод генерирует импульсы, способные уменьшать судороги.

### Регенерация нервной ткани
Регенерация нервной ткани или нейрорегенерация - направлена на восстановление функции тех нейронов, которые были повреждены при травмах. Функциональное восстановление поврежденных нервов включает восстановление непрерывного пути регенерации аксонов к месту иннервации. Исследователи, такие как доктор Лаплака из Технологического института Джорджии, стремятся помочь найти лечение для восстановления и регенерации после черепно-мозговой травмы и травм спинного мозга, применяя стратегии тканевой инженерии. Доктор Лаплака изучает методы, объединяющие стволовые клетки с каркасом на основе белка внеклеточного матрикса для минимально инвазивной доставки в повреждения неправильной формы, которые образуются после травматического повреждения. Изучая нейронные стволовые клетки in vitro и исследуя альтернативные источники клеток, разрабатывая новые биополимеры, которые могут быть использованы в каркасе, и исследуя клеточные или тканевые инженерные трансплантаты in vivo на моделях черепно-мозговой травмы и повреждения спинного мозга, лаборатория доктора ЛаПлаки ставит своей целью определить оптимальные стратегии восстановления нервов после травмы.

#### Современные подходы к клиническому лечению
Сквозной хирургический шов поврежденных нервных окончаний может восстанавливать небольшие разрывы с помощью аутологичных нервных трансплантатов. Для более серьезных травм можно использовать аутологичный трансплантат нерва, который был извлечен из другого участка тела, хотя этот процесс занимает много времени, стоит дорого и требует двух операций (Schmidt & Leach 2003). Клиническое лечение ЦНС минимально доступно и направлено главным образом на уменьшение побочного повреждения, вызванного отломками вблизи места повреждения или воспаления. После отека окружающая травма уменьшается, пациенты проходят реабилитацию, чтобы можно было тренировать оставшиеся нервы, чтобы компенсировать недостаток нервной функции в поврежденных нервах. В настоящее время не существует лечения для восстановления нервной функции поврежденных нервов ЦНС (Schmidt & Leach 2003).

#### Инженерные стратегии для ремонта
Инженерные стратегии восстановления повреждений спинного мозга направлены на создание благоприятных условий для регенерации нервов. До сих пор клинически возможно было только повреждение нервов ПНС, но успехи в исследованиях генетических методов и биоматериалов демонстрируют возможность регенерации нервов СК в допустимых условиях.

#### Прививки
Преимущества аутотрансплантатов тканей в том, что они получены из натуральных материалов, которые имеют высокую вероятность биосовместимости, обеспечивая при этом структурную поддержку нервов, которые способствуют адгезии и миграции клеток (Schmidt & Leach 2003). Неонавтологическая ткань, бесклеточные трансплантаты и материалы на основе внеклеточного матрикса - все это варианты, которые также могут предоставить идеальные леса для регенерации нерва. Некоторые из них происходят из аллогенных или ксеногенных тканей, которые должны сочетаться с иммунодепрессантами. в то время как другие включают подслизистую оболочку тонкой кишки и трансплантаты амниотической ткани (Schmidt & Leach 2003). Синтетические материалы являются привлекательными вариантами, поскольку их физические и химические свойства обычно можно контролировать. Проблема, которая остается с синтетическими материалами, заключается в биосовместимости (Schmidt & Leach 2003). Было показано, что конструкции на основе метилцеллюлозы являются биосовместимым вариантом для этой цели (Tate et al. 2001). AxoGen использует технологию клеточного трансплантата AVANCE для имитации человеческого нерва. Показано, что он достигает значимого восстановления у 87 процентов пациентов с повреждениями периферических нервов. [7]

#### Нервные каналы
Нервные каналы наведения, Нервные направляющие - это инновационные стратегии, ориентированные на более крупные дефекты, которые обеспечивают канал для прорастания аксонов, направляющих рост и снижающих задержку роста от рубцовой ткани. Нервные направляющие каналы должны быть легко сформированы в канал с желаемыми размерами, стерилизуемы, устойчивы к разрыву, просты в обращении и наложении швов (Schmidt & Leach 2003). В идеале они должны деградировать с течением времени при регенерации нервов, быть гибкими, полупроницаемыми, сохранять свою форму и иметь гладкую внутреннюю стенку, которая имитирует структуру настоящего нерва (Schmidt & Leach 2003).

#### Биомолекулярная терапия
Для стимуляции регенерации нервной системы необходимы строго контролируемые системы доставки. Нейротрофические факторы могут влиять на развитие, выживание, рост и ветвление. Нейротрофины включают фактор роста нервов (NGF), нейротрофический фактор мозга (BDNF), нейротрофин-3 (NT-3) и нейротрофин-4/5 (NT-4/5). Другими факторами являются цилиарный нейротрофический фактор (CNTF), фактор роста, полученный из глиальной клеточной линии (GDNF), и кислый и основной фактор роста фибробластов (aFGF, bFGF), которые стимулируют ряд нервных реакций. (Schmidt & Leach 2003) Фибронектин также был показано, что он поддерживает регенерацию нервов после ЧМТ у крыс (Tate et al. 2002). Другие методы лечения направлены на регенерацию нервов путем активации генов, связанных с регенерацией (RAG), компонентов нейронального цитоскелета и факторов антиапоптоза. RAG включают GAP-43 и Cap-23, молекулы адгезии, такие как семейство L1, NCAM и N-кадгерин (Schmidt & Leach 2003). Существует также возможность блокирования ингибирующих биомолекул в ЦНС из-за глиальных рубцов. Некоторые в настоящее время изучаются лечения хондроитиназы ABC и блокирования NgR, АДФ-рибозы (Schmidt & Leach 2003).

#### Методы доставки
Устройства доставки должны быть биосовместимыми и стабильными in vivo. Некоторые примеры включают осмотические насосы, силиконовые резервуары, полимерные матрицы и микросферы. Методы генной терапии также были изучены, чтобы обеспечить долгосрочное производство факторов роста и могли быть поставлены с вирусными или невирусными векторами, такими как липоплексы. Клетки также являются эффективными носителями для доставки компонентов ECM, нейротрофических факторов и молекул клеточной адгезии. Клетки обонятельной оболочки (OECs) и стволовые клетки, а также генетически модифицированные клетки были использованы в качестве трансплантатов для поддержки регенерации нервов.

#### Продвинутая терапия
Продвинутая терапия сочетает в себе сложные каналы наведения и множественные стимулы, которые фокусируются на внутренних структурах, которые имитируют нервную архитектуру, содержащую внутренние матрицы продольно выровненных волокон или каналов. Изготовление этих структур может использовать ряд технологий: магнитное выравнивание полимерного волокна, литье под давлением, разделение фаз, изготовление в твердой форме в свободной форме и струйная полимерная печать.

### Улучшение нервной системы
Улучшение человеческой нейронной системы, или улучшение человека с помощью инженерных технологий является еще одним возможным применением нейроинженерии. Глубокая стимуляция мозга, как было отмечено пациентами, в настоящее время использующими это лечение для неврологических расстройств, уже улучшает память. Предполагается, что методы стимуляции мозга способны формировать эмоции и личность, а также повышать мотивацию, уменьшать запреты и т.д. в соответствии с просьбой человека. Этические проблемы связанные с таким расширением человеческих возможностей, представляют собой новый набор вопросов, с которыми приходится сталкиваться по мере развития этих исследований.

## Список литературы
- Neuroengineering (2007) ISBN 978-0-8493-8174-4
- Neural Engineering (Bioelectric Engineering) (2005) ISBN 978-0-306-48609-8
- Operative Neuromodulation: Volume 1: Functional Neuroprosthetic Surgery. An Introduction (2007) ISBN 978-3-211-33078-4
- Deep Brain Stimulation for Parkinson’s Disease (2007) ISBN 978-0-8493-7019-9
- Handbook of Stereotactic and Functional Neurosurgery (2003) ISBN 978-0-8247-0720-0
- Neural Prostheses: Fundamental Studies (1990) ISBN 978-0-13-615444-0
- IEEE Handbook of Neural Engineering (2007) ISBN 978-0-470-05669-1
- Foundations on Cellular Neurophysiology (1995) ISBN 978-0-262-10053-3

## Журналы по теме
- IEEE Transactions on Neural Systems and Rehabilitation Engineering
- The Journal of Neural Engineering
- JNER Journal of NeuroEngineering and Rehabilitation
- Journal of Neurophysiology